# Конфессионим
Конфессионим (лат. confessio — испове́дание + др.-греч. όνυμα — имя, название) — коллективное имя, название сообщества людей, придерживающихся определённого религиозного учения.

## Конфессионим как государствообразующий фактор
В Средние века конфессионим во многих европейских и азиатских государствах служил основой государственной идентичности, как, например, в исламских теократических государствах — халифатах, и в Папской области.
Дмитриев М. В., на основе анализа текста «Новой повести о преславном Росийском царстве и великом государстве Московском» указывает, что в Русском царстве основой государственной идентичности выступал конфессионим «православные», а не этноним «русские».

В «Новой повести о преславном Российском царстве и великом государстве Московском», созданном в острейший период войны с Польшей и Великим княжеством Литовским, ключевыми элементами дискурса «этнического»/«этно-национального» самосознания оказываются царство/государство русское/российское (политоним), Русская земля (топоним), православная вера/христианство/«православные» (конфессионим), но никак не «русский народ» или «русские». Автор обращается к «преименитаго великого государства матере градовом Росийскаго царства православным християном, всяких чинов людем, которые ещё душь своих от Бога не отщетили и от православные веры не отступили… паки хотят за православную свою веру стояти до крове» — и именно такие обороты постоянно повторяются: речь идёт о Руси как религиозной, а не этнической общности. «Новая повесть» — вполне репрезентативный и характерный для русской культуры XVII века памятник, и он отражает давно установленную особенность старомосковских дискурсов «протонациональной» идентичности — они апеллируют к религии, государственности, территории, но не к этносу.— Дмитриев М. В. Конфессиональный фактор в формировании представлений о «русском» в культуре Московской Руси

## Конвертация конфессионимов
Некоторые конфессионимы в определённых ситуациях могут переходить в соционимы, политонимы и этнонимы, и обратно.
Соционим «крестьяне» образован от конфессионима «христиане». Этноним «иудеи» (ивр. יהודים‎), ставший в эпоху Второго Храма (516 до н. э. — 70 н. э.) самоназванием еврейского народа наряду с древним самоназванием Израиль (ивр. ישראל‎), после падения Иудейского царства (ивр. יהודה‎) в 70 н. э. и рассеяния евреев среди народов иной веры начал восприниматься как конфессионим.
По мнению Д. М. Исхакова в русских источниках XIV—XV вв. конфессионим бесермены имел социальное значение, то есть фактически являлся соционимом.

В более раннем термине «бесермены» (от «мусульмане») можно видеть конфессионим, но применённый по отношению к трудовому народу (аналог — русское «крестьяне» от «христиане»).— Татары. — М.: Наука, 2001. — С. 105.
Согласно выдвинутой В. В. Напольских гипотезе, появление конфессионима бесермены способствовало выделению первоначально чисто конфессиональной и социальной группы, и позже, в период кипчакизации населения бывшей Волжской Булгарии, этот термин мог уже использоваться в качестве этнонима, обозначающего потомков булгар (булгарской знати) в отличие от кипчаков-татар и других этнических групп. В настоящее время слово бесермены потеряло всякое религиозное значение и используется в качестве этнонима православного финно-угорского народа бесермяне, проживающего на северо-западе Удмуртии.

Единственной на сегодняшний день приемлемой этимологией самоназвания бесермян (бесерман) является гипотеза о том, что оно происходит от тюркского слова *busurman / *büsürmen, которое, в конечном итоге, восходит к арабской лексеме, означающей «мусульманин» [1].— Белых С. К. К вопросу о происхождении самоназвания бесермян. // VIII Петряевские чтения. Материалы научной конференции (24—25 февраля). — Киров, 2005.
Происхождение целого ряда современных этносов связано с конфессиональными сообществами, как ставшие отдельным этносом китайцы-мусульмане (дунгане) или славяне-мусульмане в Боснии
.
Многие езиды считают себя самостоятельным народом, а не частью курдского этноса. Представители религиозных сообществ молокан и духоборов также называют себя отдельными этносами:

Выявление их этнической принадлежности серьёзно затруднено тем, что они считают слово «молокане» не конфессионимом, а этнонимом, заявляя, что молокане есть «малая нация». Кстати, такое же понимание своему названию придают и духоборы. Многонациональный их состав также способствовал созданию атмосферы национальной терпимости. Более того, он приводил к тому, что руководители секты стремились объединить своих приверженцев не только на основе религиозного культа и единой обрядности, уравнения имущества, но и регламентацией одежды, приведшей к формированию единообразного духоборческого костюма. Людей другой этнической принадлежности обучали русскому языку, на котором велось богослужение. В итоге все эти меры приводили к дифференциации окружающего мира на «своих»-духоборцев и «чужих»-недухоборцев. Конфессионим «духобор» («духоборец») приобретал значение этнонима.— Мокшина Е. Н. Религиозная жизнь мордвы во второй половине XIX — начале XXI века. — Саранск: Мордовское книжное изд-во, 2003. — 244 с.
Конфессионим «караимы» с IX века обозначал религиозную группу. В связи с религиозной дискриминацией при царе, «борьбой с религиозными заблуждениями» при советской власти, и особенно с нацистскими преследованиями, он стал восприниматься и как этноним. Схожая ситуация с конфессионимом «керәшеннәр» (в русской огласовке — кряшены), который в татарском языке синонимичен словам «крещёные» (тат. чукынган) и «христиане» (тат. христианнар), хотя не все кряшены являются православными христианами, как и не все православные татары относят себя к кряшенам.

Самоназвание представителей этноконфессионального сообщества кряшен первоначально представляло собой только конфессионим, ибо «кряшен», в понимании народа, всегда было синонимично понятию «христианин».— Макаров Г. М. Кто спасёт исчезающие ценности, или перспективы развития культуры кряшен в современных условиях // Татарские края. — 2001. — № 43 (окт.). — Б. 4; № 44 (ноябрь). — Б. 7.

Ведь кряшенами считала и считает себя довольно многочисленная группа т. н. «некрещеных татар», или молькеевских кряшен (Воробьев, 1929). В то же время многие представители татар, принявших христианство, никогда не называли себя кряшенами. Нельзя сбрасывать со счетов и того факта, что большинство кряшен «советских поколений» не имело возможности креститься в церквях и тем не менее продолжает считать себя кряшенами. А разве можно называть кряшенами миллионы потомков татар, в разное время действительно принявших христианство, но уже давно обрусевших?— Tatarica : энциклопедия / авт.-сост. М. С. Глухов. — Казань : Ватан, 1997. — С. 327.
Среди кряшен распространена точка зрения, что они представляют собой самобытный тюркский этнос, имеющий собственный язык, орфографию, культуру и историю.

В начале 20 в. этноконфессиональная общность крещённых татар состояла из групп, у которых самоназвание кряшен (у некоторых, как, например, у нагайбаков, другие этнонимы) прочно закрепилось. Об устойчивости данной общности свидетельствует факт её выделения во время переписей 1920 и 1926 в качестве самостоятельной этнической единицы — народности…
В 1990-е гг. наметилась тенденция к возрождению духовной жизни крещённых татар, основанная на традициях исповедования православия; её проявлениями стали создание в 1990 «Этнографического культурно-просветительского объединения кряшен», созыв в 2001 ряда конференций, съездов крещённых татар (с принятием «Декларации о самоопределении кряшен как этноса»). Однако выдвинутые радикально настроенными лидерами крещённых татар лозунги о самоопределении в ходе переписи 2002 поддержало не более 1/10 части крещённых татар.— Исхаков Д. М. Крещёные татары // Татарская энциклопедия. Т. 3. — Казань. — 2006. — С. 462—464.
Приказом руководителя Федеральной службы государственной статистики Министерства экономического развития Российской Федерации А. Е. Суринова от 27.01.2010 г. № 74 «Об утверждении нормативно-справочных документов для автоматизированной обработки материалов Всероссийской переписи населения 2010 года и подведения её итогов по вопросу 7 и вопросам раздела 9 Переписного листа формы Л» в алфавитный перечень возможных вариантов ответов населения для кодирования ответов на вопрос 7 Переписного листа формы Л «Ваша национальная принадлежность» включены национальности кряшены (код 78), кряшены-русские (код 821), кряшены-татары (код 822), молокане (код 262), духоборцы (код 259), духоборы (код 260).

## Интересные факты
Среди крестьянского сословия казанских татар вплоть до начала XX века более популярным самоназванием был конфессионим «мусульмане» нежели этноним «татары».

Источники свидетельствует в пользу того, что тюрко-мусульманская элита и незнатное население Волго-Уральского региона долгое время использовали для самообозначения различающиеся самоназвания: первые — «татары», вторые — «мусульмане» (отметим, что и те, и другие придерживались мусульманской религии).— Мустакимов И. Очерк истории этнонима «татар» в Волго-Уральском регионе
Это объясняется особенностями этнической ситуации в Казанском ханстве и Казанском крае.

Так называемые ясачные чуваши — бесермены локализовывались на основной территории Казанского ханства, исповедовали ислам и в XV—XVI вв. говорили на татарском языке. Их численность значительно превосходила собственно «татарскую» часть господствовавшего в ханстве этноса.— Татары. — М.: Наука, 2001. — С. 105.

Марджани выступает категорически против подмены этнонима конфессионимом, заявляя: "Какая жалость! Между наименованиями (татарин и мусульманин) такая же большая разница, как расстояние между Нилом и Ефратом! О ничтожный! Если бы твой религиозный и национальный недруг не знал другого твоего наименования, кроме имени «мусульмане», он бы тебя возненавидел как «мусульман». И он восклицает: «Кто же ты, если не татарин?» (Мәрҗани. Б. 43). Ясно, что Ш. Марджани уже сделал выбор в пользу современного типа идентичности, основанного на этничности.— Татары. — М.: Наука, 2001. — С. 148.
Нехристианизированные и неисламизированные чуваши, придерживающиеся традиционных верований, называются «тĕне кĕмен чăвашсем», что в дословном переводе с чувашского означает «чуваши не вошедшие в религию», «нерелигиозные чуваши», «чуваши, которые вне религии», а чуваши, принявшие ислам называются «татарами» (тутара тухнă), так как в чувашском языке слово «татары» синонимично конфессиониму «мусульмане».

Чувашенин, принявший мухаммеданство, уже стыдится именоваться чувашенином и говорить по-чувашски, а называет себя татарином. «Я не чувашенин, то есть не язычник», мыслит он: «я татарин, то есть правоверующий». Такое отожествление мухаммедовой веры с понятием «татарин» объясняется, вероятно, тем, что при хане Узбеке мухаммеданство в Золотой Орде было объявлено господствующей религией, и татары-монголы в большом количестве приняли его, так что после этого «ислам» сталъ отожествляться с именем «татарин».— Комиссаров Г. И. Чуваши Казанского Заволжья // Известия общества археологии, истории и этнографии при Императорском Казанском университете. Т. XXVII. Вып. 5. — Казань, 1911. — С. 319—320.
Для именования марийцев, придерживающихся традиционных верований, используется конфессионим «чимари́й», что в дословном переводе с марийского означает «настоящий мужчина», «настоящий мариец».